# Brassita
La brassita és un mineral arsenat de la classe dels minerals fosfats. Va ser descoberta l'any 1973 a Jáchymov, a la regió de Karlovy Vary (República Txeca), sent nomenada així en honor de Réjane Brasse, químic francès.

## Característiques químiques
És un hidrogen-arsenat tetrahidratat de magnesi, de fórmula química Mg(AsO₃OH)(H₂O)₄. Pot formar-se com a producte de la deshidratació de la rösslerita (Mg(AsO₃OH)·7H₂O).

## Formació i jaciments
Es forma com a producte d'una rara reacció de solucions riques en arsènic amb carbonats de calci i magnesi, com a alteració post-mineria de jaciments d'arsènic. Els seus cristalls microscòpics apareixen normalment barrejats amb altres arsenats.
Sol trobar-se associat a altres minerals com: farmacolita, picrofarmacolita, weilita, haidingerita, rauenthalita, arsènic, realgar o dolomita.